# مطار بوسعادة
مطار الديس(أولاد سيدي ابراهيم)، (إياتا: BUJ، إيكاو: DAAD) هو مطار يقع 13.9 كلم شمالي مدينة بوسعادة، الجزائر